# Erromenus glabrosus
Erromenus glabrosus är en stekelart som beskrevs av Davis 1897. Erromenus glabrosus ingår i släktet Erromenus och familjen brokparasitsteklar. Utöver nominatformen finns också underarten E. g. fraterculus.